# Remy Bonjasky
Remy Kenneth Bonjasky (* 10. Januar 1976 in Paramaribo, Suriname) ist ein niederländisch-surinamischer Muay-Thai-Kämpfer und K-1-Sportler. Er wurde 2003, 2004 und 2008 K-1 World-Grand-Prix-Sieger. Sein Spitzname lautet The Flying Gentleman. Er trägt diesen Spitznamen, weil er mit seinem Flying Knee (eingesprungener Kniestoß) und hohen Kicks etliche Kämpfe für sich entscheiden konnte.